# 埃梅里克·登布罗夫斯基
埃梅里克·登布罗夫斯基（羅馬尼亞語：Emerich Dembrovschi，1945年10月6日—），罗马尼亚男子足球运动员，司职前锋。他曾代表罗马尼亚国家队参加1970年国际足联世界杯，结果队伍止步小组赛阶段。